# 井上ゆかり (ピアニスト)
井上 ゆかり（いのうえ ゆかり）は、大阪府大阪市出身のジャズ・ピアニスト。

## 来歴
首都圏でライブ活動をメインに演奏活動を行っているが、日本各地のライブハウス、ジャズ･フェスティバル、コンサート会場などでも月20-25回の演奏を行っている。主な共演者はバイオリン里見紀子、Maiko、平松加奈。トロンボーン向井滋春、フルート井上信平。ギター宮野弘紀、平岡雄一郎など。活動の中心は2006年より始めたベース加藤真一、ドラムス藤井摂とのピアノトリオ、および2007年からのソロピアノライブ、2011年からはジャズ･ピアノの指導活動も開始している。

## アルバム
- Pianin（2003年)
- Hands On Universe（2007年）
- One Life, One Way（2009年）
- MURASAKI（2010年）
- SAKURA（2012年）
- MOEGI（2016年）